# 국왕왕립검기병대
국왕왕립검기병대(King's Royal Hussars; KRH)는 영국 육군의 기병 연대다. 왕립기갑군단에 속한다. 1992년 왕립검기병대와 제14/20국왕검기병대를 통합해 편성되었으며 주둔지는 티드워스다. 제12기갑보병여단의 기갑연대 역할을 수행한다.